# Cal Sogues
Cal Sogues és una masia del municipi de Sant Martí Sarroca (Alt Penedès) protegida com a bé cultural d'interès local. No es pot assegurar amb certesa l'època històrica de la masia, però segons el testimoni verbal del propietari, l'obra inicial és segurament anterior al segle xviii i ha sofert diverses reformes en dates successives. D'aquesta casa en depèn la Torre de l'aigua del Pont de Cal Sogues, que també està protegida com a bé cultural d'interès local.

## Masia
Masia amb planta baixa, pis i golfes, amb teulada a dues vessants. La façana està dividida en sectors per bandes verticals i horitzontals de maó, coronades per quatre arcades i centrada per un portal d'arc de mig punt adovellat i per una finestra superior de marcs, ampits i arc conopial de pedra, amb trencaaigües motllurat. Hi ha un jardí davanter tancat per un baluard que inclou un pou i edificis agrícoles annexes. Cal Sogas, dona nom a la barriada que s'ha creat al seu entorn. En els ràfecs hi ha sanefes en ziga-zaga.

## Torre

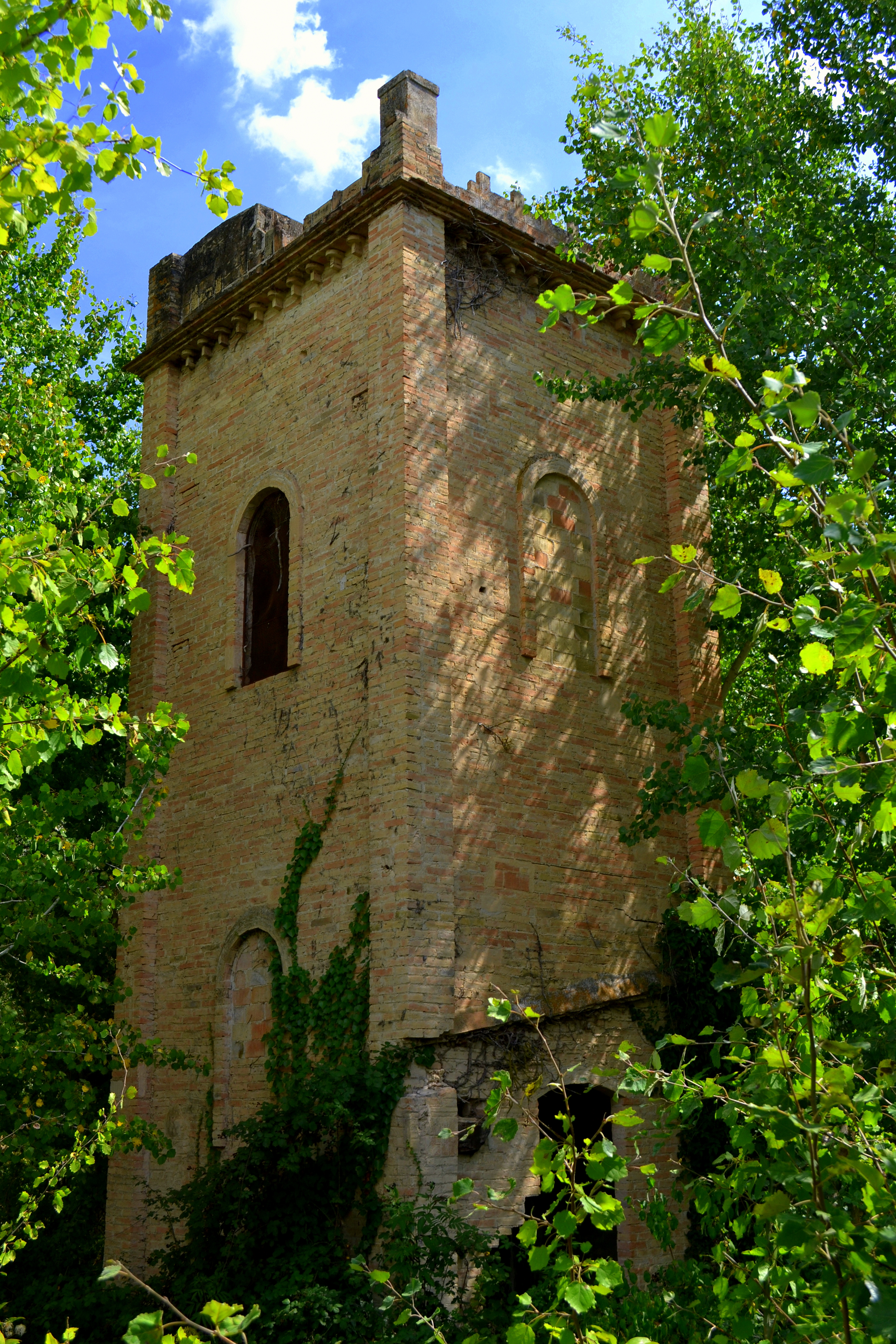
Torre de l'Aigua del Pont de Cal Sogas

La Torre de l'aigua del Pont de Cal Sogues és una obra del municipi de Sant Martí Sarroca (Alt Penedès) protegida com a bé cultural d'interès local. És una torre de planta quadrada i alçat paral·lelepípede, construïda amb maons. Té portes a la planta baixa i finestres d'arc de mig punt al primer pis amb marcs en relleu, com a les cantonades.